# Florian Fricke
Florian Fricke, né le 23 février 1944 à Lindau, en Allemagne et mort le 29 décembre 2001 à Munich, est un musicien allemand, figurant parmi les premiers innovateurs usant de claviers électroniques (synthétiseur Moog, Moog III...) et les fondateurs du groupe Popol Vuh, postérieurement classé parmi le Krautrock, et un temps compositeur attitré du réalisateur Werner Herzog. 
Progressivement, sa musique (donc celle de Popol Vuh) choisit une direction plus acoustique, délaissant l'électronique pour revenir vers les sonorités du piano.

## Biographie
Fricke commença le piano enfant. Il étudia l'instrument, la composition et la direction d'orchestre aux Conservatoires de Fribourg et de Munich. À Munich, âgé de 18 ans, il fut inspiré par des courants naissants comme le free jazz. Il réalisa aussi quelques courts métrages. (Il devint plus tard un critique cinématographique et musical du magazine Der Spiegel et du journal suisse Neue Zürcher Zeitung). C'est aussi à Munich qu'il rencontra Gerhard Augustin, son futur producteur.
En 1967 Fricke rencontra le réalisateur Werner Herzog et tint un rôle dans son premier film Signes de vie (1968). Fricke devint le créateur des bandes son de plusieurs œuvres majeures de Werner Herzog, Nosferatu, fantôme de la nuit (avec Klaus Kinski et Bruno Ganz), Aguirre, la colère de Dieu et Cœur de verre. Fricke fit aussi une apparition fugace dans une autre œuvre du même Herzog L'Énigme de Kaspar Hauser (1974).
Fricke fut un pionnier dans l'électronique musicale des alors récents claviers et délais, avec lesquels il réalisa les deux premiers opus de Popol Vuh : Affenstunde (en) et In den Gärten Pharaos (en). Son usage de ses instruments créa une trace indélébile sur l'école électronique allemande naissante, axe phare de la musique électronique. Cependant, symboliquement, il abandonna ses Moog à son confrère et compatriote Klaus Schulze renonçant à cette forme d'art musical.
En 1970, uni à Holger Truelzsch et Frank Fiedler, il fonda le groupe Popol Vuh. Nom choisi d'après le manuscrit maya Popol Vuh. Fricke en demeura le directeur musical jusqu'à sa mort, avec le guitariste et percussionniste Daniel Fichelscher (en).
En plus d'œuvrer à sa propre musique, Fricke collabora avec quelques de ses compatriotes musiciens. En 1972 il intervint sur le double album de Tangerine Dream, Zeit, mais aussi avec Renate Knaup du groupe Amon Düül II. Avec Fichelscher, en 1973 et 1974 du groupe de l'ancien guitariste de Popol Vuh, Connie Veit, Gila (en). En 1992 il réalisa un album d'interprétation de Mozart. En 1998 il organisa des installations « audio/vidéo », parmi lesquelles Messa di Orfeo dans la ville italienne de Molfetta.
Au début des années soixante-dix, Fricke s'impliqua dans la naissante musicothérapie. Il développa une forme personnelle et originale de thérapie basée sur un « Alphabet corporel ».
Avec l'ancien membre de Popol Vuh, Frank Fiedler, caméraman reconnu, Fricke produisit une série de films d'inspiration spirituelle captés dans la solitude des déserts (Sinaï, en Israël, au Liban, en Mésopotamie, au Maroc, en Afghanistan, au Tibet et au Népal),.
Fricke disparut des suites d'une attaque cérébrale à Munich en 2001, à l'âge de 57 ans.